# Метопа

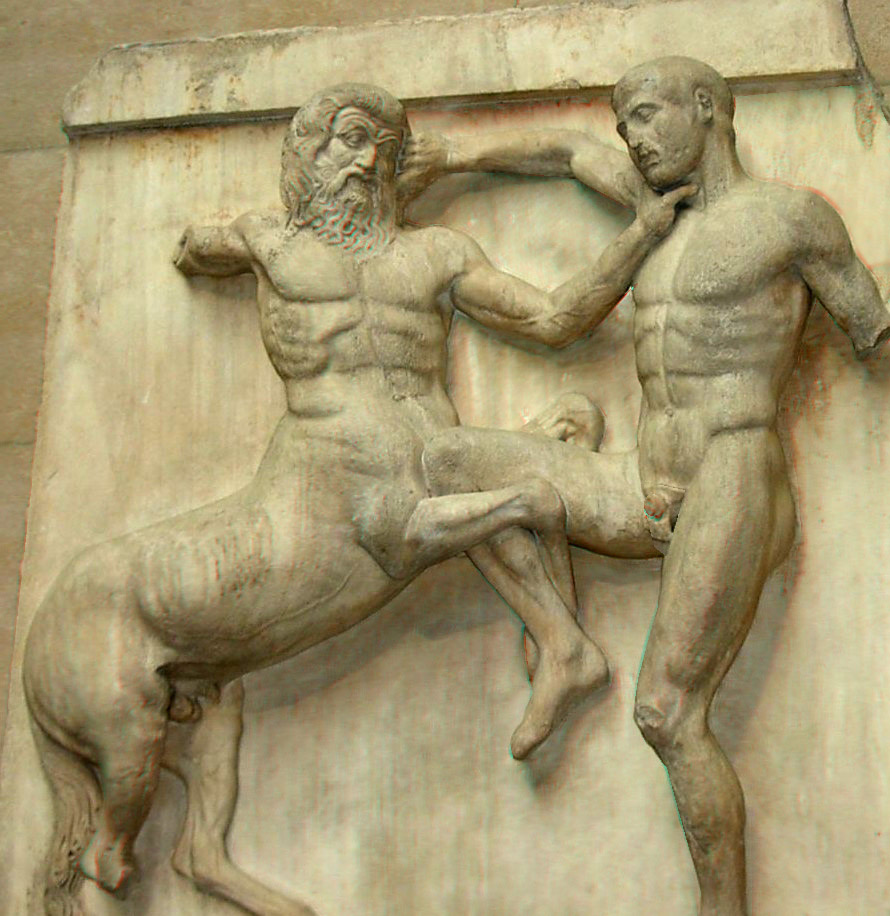
Метопа Парфенона

Мето́па, синонім межівниця (грец. μετόπη) — прямокутні або квадратні плити, які, чергуючись з тригліфами, утворюють фриз доричного ордеру. Метопи виконувались з каменю або кераміки, часто прикрашалися рельєфами, рідше розписом.
У період, що передував розвитку кам'яної архітектури, у Давній Греції метопами називали проміжки між балками перекриття, що виходять на фасад споруди.
Вони також можуть відрізнятися за шириною в межах однієї конструкції, щоб забезпечити звуження кутів, коригування відстаней між колонами та розташування доричного фриза в храмі, щоб дизайн виглядав більш гармонійним.

## Галерея

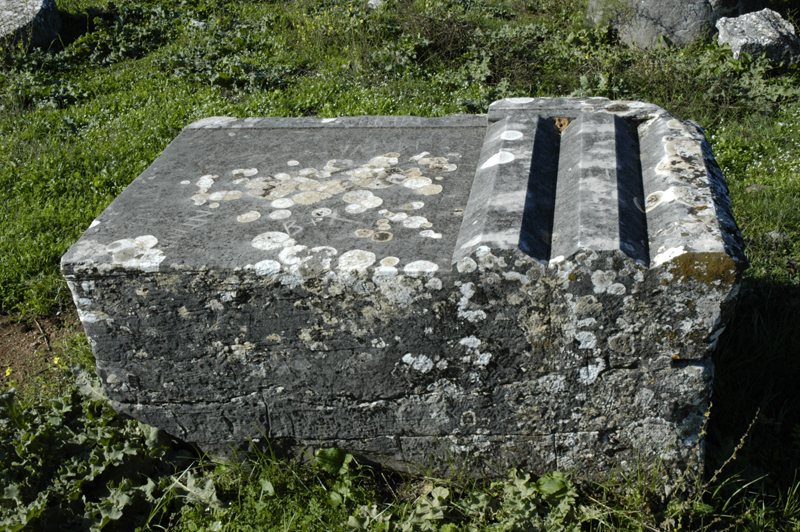
Метопа (ліворуч) і тригліф (праворуч), вирізані з одного блока з Стратоса[en].
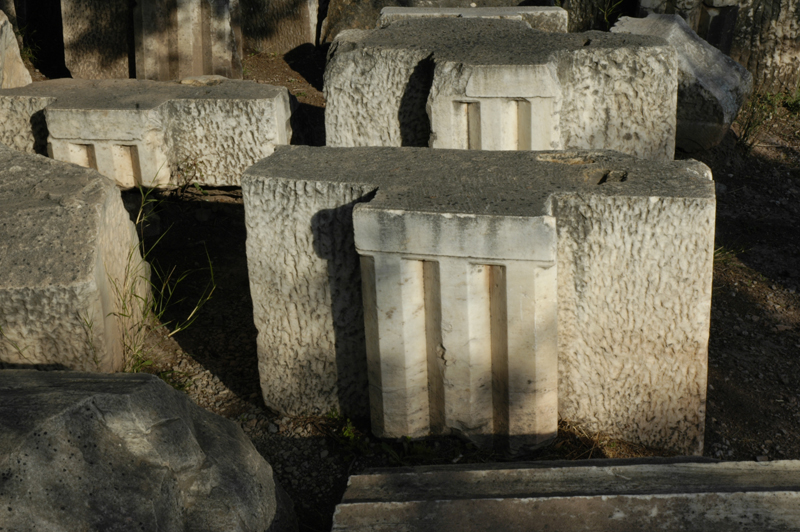
Тригліфи, вирізані у блоці метопи, Мармарія, Дельфи
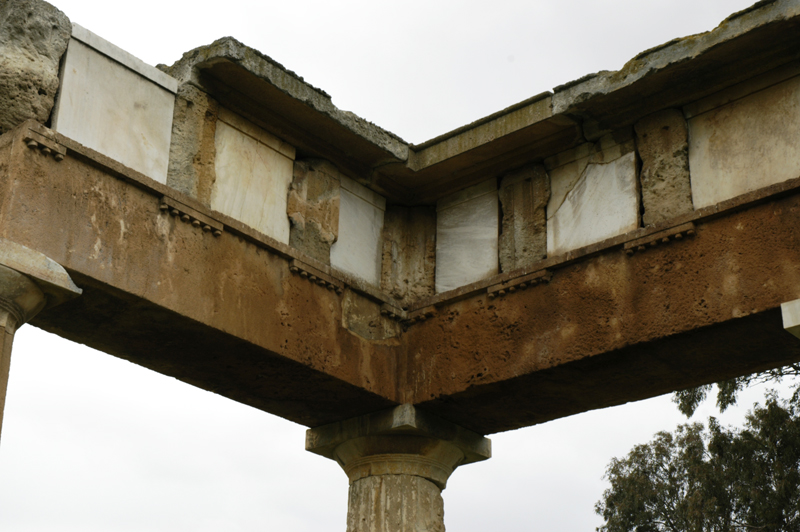
Виготовлені з мармуру метопи на фризі стої античного храму Браурон
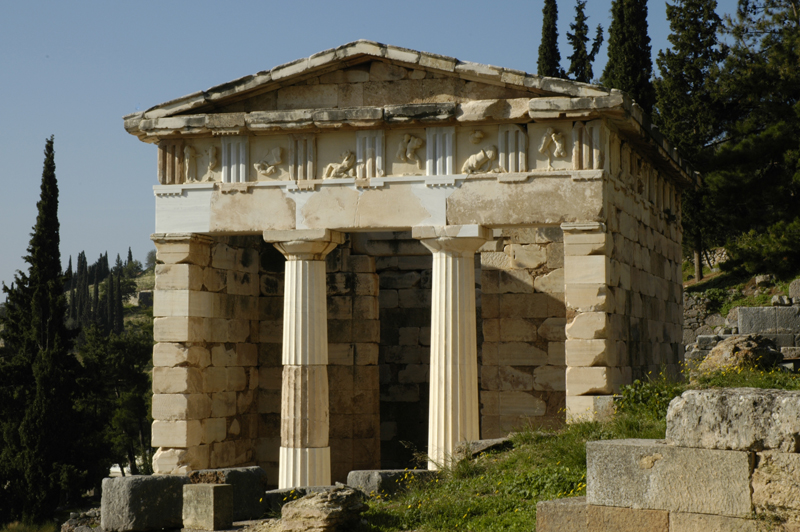
Метопи, декоровані скульптурами у доричному фризі. Скарбниця афінян в Дельфах
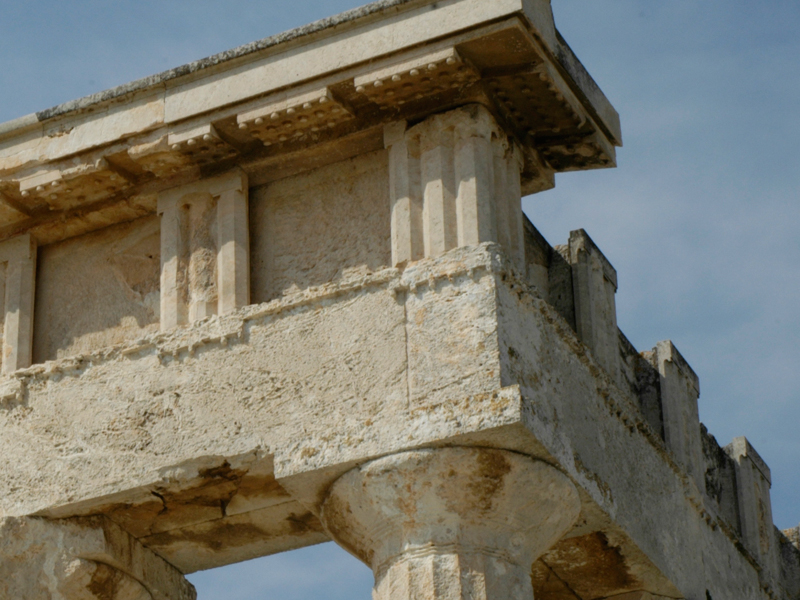
Фриз Храму Афаї з тригліфом, вирізаним в метопі.
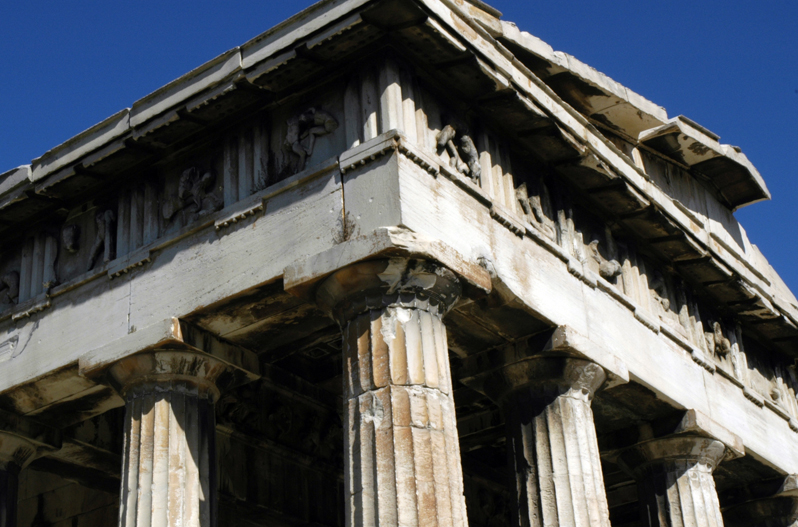
Антаблемент з «Гефестіону» (храм Гефеста) в Афінах. Доричний фриз з скульптурними метопами.